# Last Shot
Last Shot (The Last Shot) è un film del 2004 diretto da Jeff Nathanson con Alec Baldwin e Matthew Broderick.

## Trama
Cassiere in un celebre cinema di Hollywood, Steven Schats cova un sogno nel cassetto: la sceneggiatura di un film, "Arizona", scritto col fratello, finché trova un produttore disposto a finanziarli, Joe Devine. Il quale è in realtà un agente dell'FBI che finge di dare il via alla produzione per incastrare un boss della malavita italoamericana e i suoi complici. 
Il primo giorno di riprese, però, arrivano sul set i federali che, con un'operazione segreta e parallela, arrestano i mafiosi. A Steven e Joe non rimane altro che proiettarsi una sera, nella sala deserta dopo l'ultimo spettacolo, l'unica scena girata.

## Distribuzione
Il film è uscito per la prima volta nelle sale degli Stati Uniti il 24 settembre del 2004, in Italia è uscito in DVD il 21 aprile 2005